# João Jaime
João Jaime Gomes Marinho de Andrade (Fortaleza, 10 de novembro de 1960) é um político brasileiro. Começou sua carreira política em sua terra natal, Acaraú, onde se tornou vereador, tendo sido presidente da câmara.Teve participação nos sucessivos governos do PSDB no Ceará. Em 2002 se elegeu  Deputado Estadual do Ceará pelo PSDB, estreando no parlamento. Em 2018, foi eleito deputado estadual do Ceará pelo Democratas (DEM) com 56 661 votos. Em 2022,foi eleito Deputado Estadual pelo partido Progressistas (PP) com 76 016 votos, em seu sexto pleito consecutivo (2022-2026, atualmente). 